# استفانو سابلی
استفانو سابلی (انگلیسی: Stefano Sabelli؛ زادهٔ ۱۳ ژانویهٔ ۱۹۹۳) بازیکن فوتبال اهل ایتالیا است.
از باشگاه‌هایی که در آن بازی کرده‌است می‌توان به باشگاه فوتبال کارپی، باشگاه فوتبال آ.اس. رم، باشگاه فوتبال برشا، و باشگاه فوتبال باری اشاره کرد.
وی همچنین در تیم‌های ملی فوتبال زیر ۱۸ سال ایتالیا، زیر ۱۹ سال ایتالیا، زیر ۲۰ سال ایتالیا، و زیر ۲۱ سال ایتالیا بازی کرده‌است.